# 军事博物馆站
军事博物馆站是一个位于中国北京市海淀区羊坊店街道复兴路、羊坊店路、军博西路交叉口，属于北京地铁1号线，9号线和房山线跨线列车的地铁换乘车站。1号线军事博物馆站在1969年10月1日随1号线一期建成通车。2012年8月15日9号线军事博物馆站主体完工，受限于施工进度影响，9号线段军事博物馆站未能在2012年12月30日跟随9号线北段同步开通。自2013年12月21日起，本站9号线站台以及换乘通道才开始正式启用。在此之前，9号线列车均通过不停靠。房山线跨线列车于2023年1月18日开始进入本站9号线站台停靠。

## 位置
军事博物馆站位于中国人民革命军事博物馆南侧。1号线车站沿复兴路呈东西向布置，9号线/房山线车站在1号线车站西端，斜跨复兴路与军博西路–羊坊店路路口，大致呈南北向布置，两线车站呈“T”形交叉。
这个站周边有中国人民革命军事博物馆、中国有色工程设计研究院、中国铁路总公司、中华世纪坛、中央电视台旧台址、梅地亚中心。

## 结构
军事博物馆9号线/房山线车站主体下穿既有1号线，1号线车站的西端靠近9号线车站的中间位置，为避开1号线线路采用分离式站厅，1号线车站为地下二层车站，其站台层位于地下二层；9号线车站为地下三层车站，其站台层位于地下三层；两线换乘厅位于地下一层。
| 地面                                    | 街道                                                      | A–H出入口                                           |
| 地下一层 1号线站厅层                    | 1号线站厅                                                 | 票务服务、自动售票机、一卡通充值                    |
| 地下二层 1号线站台层 9号线/房山线站厅层 | 9号线/房山线站厅                                          | 票务服务、自动售票机、一卡通充值                    |
| 地下二层 1号线站台层 9号线/房山线站厅层 | 1号线往古城（公主坟）                                     |                                                     |
| 地下二层 1号线站台层 9号线/房山线站厅层 | 島式月台，左側開門                                        |                                                     |
| 地下二层 1号线站台层 9号线/房山线站厅层 | 1号线往环球度假区（八通线） （木樨地）                    |                                                     |
| 地下三层 9号线/房山线站台层             |                                                           | 9号线常规列车／ 房山线跨线车往国家图书馆 （白堆子） |
| 地下三层 9号线/房山线站台层             | 島式月台，左側開門                                        |                                                     |
| 地下三层 9号线/房山线站台层             | 9号线常规列车往郭公庄／ 房山线跨线车往阎村东 （北京西站） |                                                     |

- 1号线站台（2013年11月摄）尚未加装屏蔽门
- 1号线站台换乘9号线指示标志（2018年11月摄）
- 1号线站台加装半高式屏蔽门，2017年投入使用。（2018年11月摄）

- 9号线/房山线北站厅
（2021年5月摄）
- 9号线/房山线南站厅
（2021年5月摄）
- 9号线/房山线站台
（2021年2月摄）

### 站厅及换乘
军事博物馆站1号线与9号线/房山线车站采用换乘厅+换乘通道的换乘方式，通过从9号线/房山线两端站厅引出的南、北两条换乘通道连接，每条换乘通道有两个接口，分别连接1号线车站东西两侧的站厅。限于1号线军事博物馆站建造时没有预留换乘条件，需要另外建设换乘通道，1号线与9号线/房山线的换乘距离仍较远。
1号线和9号线/房山线换乘时，乘客由9号线/房山线站台至换乘厅，通过换乘通道进入1号线站台；由1号线站台从站厅进入9号线/房山线换乘厅，再下至9号线/房山线站台。预计高峰时段将通过加设导向标志使南、北两条换乘通道形成单向环形换乘模式。
目前，1号线换乘9号线需经由1号线西站厅，9号线换乘1号线则需经由1号线站场南北两侧的长通道至1号线东站厅。而9号线与房山线换乘得益于房山线跨线车与9号线共线则可以在同一站台换乘。

### 车站装饰
9号线/房山线军事博物馆站的站厅墙上装饰有《孙子兵法》中的经典语句，契合军事博物馆的站名。
- 9号线站内《孙子兵法》主题装饰
（2014年1月摄）
- 9号线站内《孙子兵法》主题装饰
（2016年11月摄）

## 出入口
军事博物馆站共有9个出入口，E1/E2、A、B出入口位于复兴路北侧，H、D、C1/C2出入口位于复兴路南侧，G出入口位于羊坊店路东侧。由于邻近京西宾馆，该站H出入口经常临时封闭。
|                         |          |                                                                              |      |                |
|                         |          |                                                                              |      |                |
|                         |          |                                                                              |      |                |
| 编号                    | 指示     | 建议前往的目的地                                                             | 图片 | 无障碍设施图片 |
| 连通 1号线 东站厅       |          |                                                                              |      |                |
| 出口 · B                | 复兴路   | 中国人民革命军事博物馆                                                       |      | 不適用         |
| 出口 · C · 1            | 复兴路   | 中国国家铁路集团                                                             |      | 不適用         |
| 出口 · C · 2            | 复兴路   | 中国有色工程设计研究院                                                       |      | 不適用         |
| 连通 9号线 房山线北站厅 |          |                                                                              |      |                |
| 出口 · A · 升降机标志   | 复兴路   | 中华世纪坛、梅地亞中心、中国人民革命军事博物馆                               |      |                |
| （仅上行扶梯）          | 复兴路   | 中央电视台彩色电视中心、柳林馆路、科学技术部                                 |      | 不適用         |
| 出口 · E · 2            | 复兴路   | 军博西路（西侧）、中央电视台彩色电视中心、玉渊潭南路、梅地亞中心、中华世纪坛 |      | 不適用         |
| 连通 9号线 房山线南站厅 |          |                                                                              |      |                |
| 出口 · D                | 复兴路   | 中国有色工程设计研究院                                                       |      | 不適用         |
| 出口 · G                | 羊坊店路 | 恩菲科技大厦、北京市玉渊潭中学                                               |      | 不適用         |
| 出口 · H                | 复兴路   | 京西宾馆、羊坊店西路、羊坊店第四小学                                         |      | 不適用         |
| 註： 設有               |          |                                                                              |      |                |

## 运营

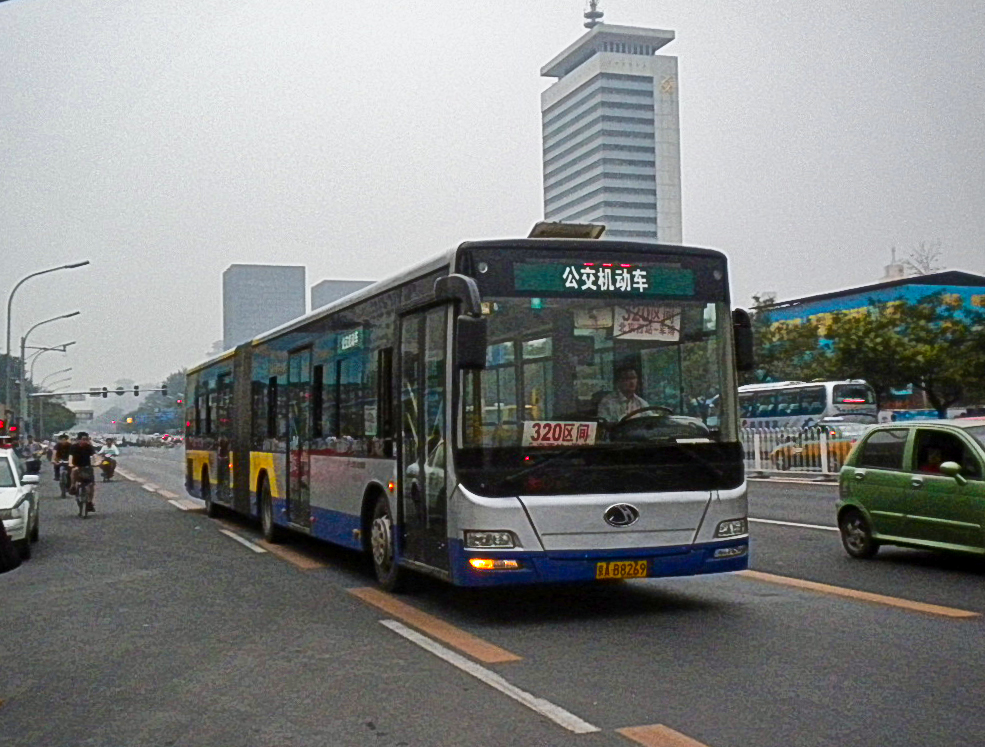
9号线开通前往返北京西站与军事博物馆的320路区间摆渡车（2010年7月）

北京地铁9号线军事博物馆站未启用前，乘坐1号线的乘客需要出站转车前往北京西站，北京公交320路（后改为特18，2017年改回320并撤出羊坊店路）和北京公交21路一度开行往返军事博物馆站与北京西站之间的区间车，出口外揽客的“黑车”亦曾长年盘踞，经常有宰客的负面新闻爆出。2013年12月21日，9号线军事博物馆站正式启用，实现与1号线的换乘，乘客由1号线换乘9号线可直达北京西站无需再出站，站外的黑车也随之销声匿迹，而随着本站至北京西站步行需求的锐减，羊坊店路沿线的服装、箱包商户也陆续撤离。2023年1月18日，房山线高峰期跨线列车正式开始运营，并于同日开始驶入本站9号线站台。

## 历史
1966年，军事博物馆随北京地铁一期工程玉泉路-南礼士路段开工建设。
1969年，军事博物馆站主体建成，并于该年10月1日通车。
1971年1月15日，包括军事博物馆站在内的10座车站正式对外试运营。
1981年9月15日，此站正式对外运营。
2012年8月15日，9号线军事博物馆站主体完工。
2013年12月21日，9号线军事博物馆站及换乘通道投入运营
2017年9月，1号线本站站台加装安全门。

## 未来发展
北京地铁7号线三期工程将在军事博物馆站设站，并与1号线、9号线换乘。

## 外部連結
- 军事博物馆站（页面存档备份，存于）－北京地铁官方网站